# Enerpac
Enerpac ist eine Abteilung des New Yorker Unternehmens Actuant, deren globale Produktionsgesellschaft den Sitz in Menomonee Falls, Wisconsin hat. Enerpac ist in erster Linie im Hochdruck-Hydraulik-Geschäft vertreten und hat über 1.000 Mitarbeiter an 28 Niederlassungen in 22 verschiedenen Ländern. Das Unternehmen konzentriert sich auf die Ausführungen ihrer Produkte, von kleinen Zylindern bis hin zu computergesteuerten Hub- und Positionierungsarbeiten.
Im Bereich Schwerlastheben stellt Enerpac SPMT, Litzenheber, Hydraulische Portalkrane und Stufenheber her.

Werkzeuge von Enerpac Industrial

## Geschichte
Der Historiker John Gurda, der im Buch The Drive To Lead die Geschichte von Actuant festhielt, hob in der Geschichte von Enerpac folgende Ereignisse hervor: Im Jahr 1910 entstand die American Grinder Manufacturing. Acht Jahre später produziert American Grinder Manufacturing Wasserpumpen für das Automodell Ford T und wird 1925 in Blackhawk Manufacturing umbenannt. Zwei Jahre später werden sie von Hydraulic Tool Co. aus Los Angeles aufgekauft.
1959 wird Enerpac als Markenname formal für Hydraulikwerkzeuge und Hydrauliksysteme gegründet. Im Jahr 1961 wird Blackhawk Manufacturing in Applied Power Industries umbenannt. In den 1980er Jahren entwickelte Enerpac umwandelbare Anlagen zu höchsten Betätigungen. 1985 erhöht Applied Power die weltweite Präsenz mit zehn Anlagen in fünf Kontinenten.
Kurz nach der Jahrtausendwende trennt sich APW Electronics von Applied Power und Enerpac wird Teil der Actuant Corporation. Im selben Jahr erhöhen Enerpacsysteme die Golden Gate Bridge. Vier Jahre darauf unterstützt Enerpac den Bau des Dachs vom Olympiastadion Athen. 2005 wird mit dem Enerpac-Hydrauliksystemen das Hebesystem vom Millau-Viadukt in Frankreich unterstützt. 2006 baute Enerpac Aufzüge in die 74-jahre alte Konzerthalle Shanghai. Außerdem positionierten sie das Dach des Nationalstadions von Peking, wo 2008 die Olympischen Spiele stattfanden, und reparierten das bewegbare Stadiondach der Milwaukee Brewers aus der Major League Baseball am Miller Park in jenem Jahr.
Im Jahr 2009 wurde die Bühne für die Tour 360° von U2 mit Enerpacs Synchronous Lift System gebaut. 2010 spielten Enerpacs Hydrauliksystems eine Rolle in der umgebauten Konstruktion der Bay Bridge in San Francisco.

## Produkte und Dienstleistungen
Enerpac ist Hersteller von Hochdruckwerkzeugen und Komponenten für eine Vielzahl von Märkten und Anwendungen. Enerpacs Fokus liegt jedoch in folgenden sechs Kundenrichtungen:
- Industriewerkzeuge: Hydraulikpumpen, Zylinder, Ventile und Systemkomponente
- Schraubenwerkzeuge Hydraulische Drehmomentschlüssel, Gurtstraffer und Multiplikatoren
- Spannungswerkzeuge: Hydraulische Spann- und Vorrichtungskomponenten für die Werkzeugmaschinenindustrie
- Wissenschaft: Mechanische Antriebe und Systemkomponente
- Konkrete Gegenstände: Anker, Keile, Spannpressen und Pumpen
- Lösungsvorschläge: Beratung für konkrete Probleme mit dem Thema schweres Heben

## Integrierte Lösungen
Enerpac Integrated Solutions bietet kundenspezifische Hydrauliklösungen für die kontrollierte Bewegung und Positionierung von Strukturen. Enerpac vereint Hydraulik, Stahlbau und elektronische Steuerung mit Technik- und Anwendungswissen in Konstruktion und Fertigung.